# Kip Moore
Kip Moore, de son vrai nom Kip Christian Moore, né le 1er avril 1980 à Tifton en Géorgie, est un chanteur de country américain.

## Biographie
Kip Moore est né à Tifton en Géorgie. Vers l'âge de 17 ans, il commence à jouer de la guitare alors qu'il étudie au Wallace Community College à Hanceville en Alabama. En plus de jouer de la guitare, Kip Moore développe une passion pour l'écriture de chansons. Après deux ans d'études à Hanceville, Kip Moore reçoit une bourse athlétique en golf à Valdolsta State University. Après avoir été diplômé, Kip Moore part à Hawaï avec un ami où il n'amènera qu'un sac à dos et une planche de surf. Pensant avoir trouvé un lieu où il habitera de façon permanente, Kip Moore se fait convaincre par un ami de déménager à Nashville afin de poursuivre une carrière de chanteur. C'est ce qu'il fera en 2004, alors qu'il déménage à Nashville au Tennessee, où il rencontrera l'auteur-compositeur Brett James qui deviendra plus tard son producteur.

## Discographie

### Album studio
- 2012 : Up All Night
- 2015 : Wild Ones
- 2017 : Slowheart
- 2020 : Wild World
- 2023: damn love

### Singles
- 2011 : Mary Was the Marrying Kind
- 2011 : Somethin' Bout' a Truck
- 2012 : Beer Money
- 2013 : Hey Pretty Girl
- 2013 : Young Love
- 2014 : Dirt Road
- 2015 : I'm to Blame
- 2015 : Running for You
- 2017 : More Girls Like You
- 2017 : Last Shot
- 2019 : The Bull
- 2019 : She's Mine